# Озон Фармацевтика
«Озон Фармацевтика» (ПАО) — российская фармацевтическая компания, основанная в 2001 году. Производственные мощности компании расположены в городах Жигулёвск и Тольятти Самарской области. В 2025 году компания заняла первое место в рейтинге Forbes «20 лучших фармпроизводителей России».

## История
История компании «Озон фармацевтика» восходит к созданию в 2001 году ООО «Озон» в городе Жигулёвске Самарской области, там же в 2003 году было запущено первое производство. В 2003 году численность персонала компании составляла порядка 200 человек. С 2003 года компания является одним из основных работодателей в Жигулёвске.
В 2003—2004 годах компания выпустила первые партии препаратов, и ассортимент составлял 20 наименований. В период с 2007 по 2009 годы годовой объем производства вырос до 100 миллионов упаковок, в 2012—2013 годах количество препаратов превысило 150 наименований.
В 2009 году компания вошла в сотню фармацевтических компаний России по данным ЦМИ «Фармэксперт». Объём производства превысил 100 млн упаковок. В 2011 году компания заняла шестое место в «Рейтинге влиятельности субъектов российского фармацевтического рынка» газеты «Фармацевтический вестник». По данным PNC Pharma, в 2013 года компания «Озон» занимала 5 место в рейтинге влиятельности среди локальных производственных фармкомпаний.

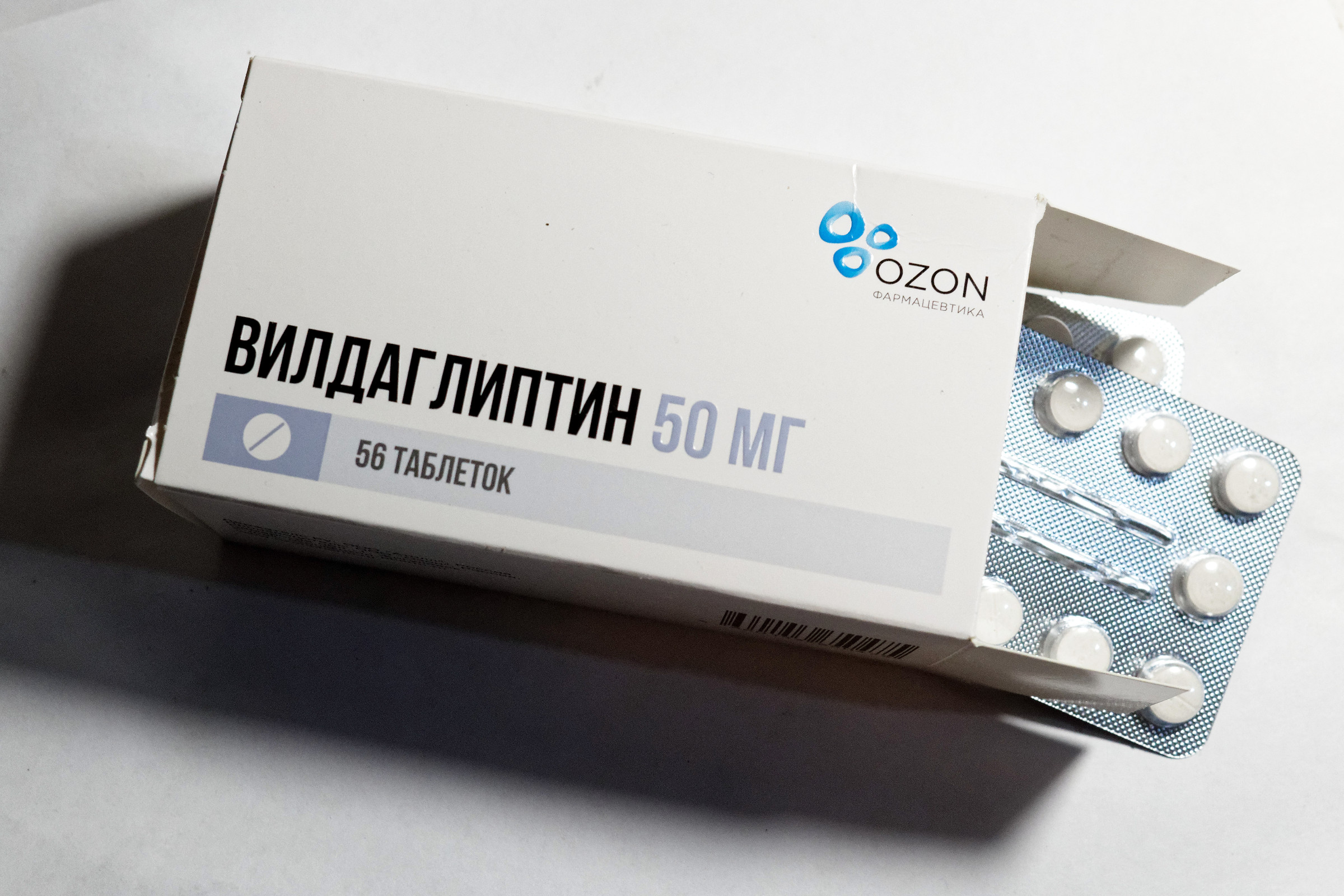
Вилдаглиптин производства «Озон», бесплатно выдаваемый диабетикам по ОМС

В 2012 году было зарегистрировано ООО «Озон Фармацевтика», в 2024 году оно было преобразовано в АО «Озон Фармацевтика».
В 2016 году на заводе производилось порядка 250 миллионов упаковок лекарств в год. В июле 2016 года в офисе «Озона» была произведена силовая выемка документов и иъятие серверов, что привело к судебному иску против МИФНС по крупнейшим налогоплательщикам по Самарской области. По данным новостной службы «Волга-Ньюс», «при выемках, которые проводили налоговики, их интересовали документы, связанные с „Редуксином“».
В 2017 году был открыт второй производственный комплекс в «особой экономической зоне» Тольятти. В 2019 году компания запустила биотехнологическую площадку «Мабскейл».
В 2019 году компания производила свыше 300 видов дженериков. Общий объем выпуска составил 342 миллиона упаковок твердых лекарственных форм, 20 миллионов упаковок мягких форм и 63 миллиона ампул. 
В 2020 году фармацевтическая компания «Озон» заняла 8 место в рейтинге «Двадцать лучших фармацевтических компаний России», составленном журналом «Forbes». По данным Forbes, в 2020 году компания экспортировала продукцию в страны ближнего зарубежья: Азербайджан, Армению, Белоруссию, Казахстан, Киргизию, Таджикистан, Украину, а общий объем производства компании составлял порядка 500 млн упаковок в год.

## Деятельность
Озон Фармацевтика является владельцем 100 % долей компаний «Озон», «Озон фарм», «Озон медика», «Мабскейл», «Озон Хелскеа» находящиеся в городах Жигулевск и Тольятти Самарской области. Компании принадлежит 16 производственных участков, соответствующих стандартам GMP. Все производственные мощности находятся в Самарской области.
В 2021 году на тольяттинском заводе компании была запущена вторая производственная линия. В 2021 году компания отозвала из продажи несколько серий таблеток «Эналаприл», которые из-за плохого качества при выдавливании из упаковки ломались.
В ноябре 2022 года компания зарегистрировала облигационную программу на 10 млрд руб. В марте 2023 года компания разместила первый выпуск трехлетних облигаций на 1 млрд руб. В августе 2023 года — трехлетние бонды на 700 млн руб.
По данным на 2024 год штат компании составлял 2540 работников, из которых 1247 — на производстве. К концу первого полугодия 2024 года группа располагала портфелем из 508 регистрационных удостоверений на лекарственные препараты. В 2024 году около 80 % всех лекарств производимых компанией входит в перечень жизненно необходимых и важнейших лекарственных препаратов.
В октябре 2024 года компания провела IPO на Мосбирже объемом 3,45 млрд рублей.
В 2024 году группа компаний «Озон Фармацевтика» занимала второе место среди российских производителей дженериков по объемам продаж с рыночной долей 4,88 %.

## Финансовые результаты

#### «Озон Фармацевтика»
Выручка компании в 2019 году составила 16,3 млрд рублей.
В 2023 году выручка компании по МСФО составила 19,7 млрд руб. Чистая прибыль компании в 2023 году составила порядка 4 млрд руб. Выручка «Озон Фармацевтики» за первое полугодие 2024-го выросла на 62,7 % год к году и достигла 12,6 млрд руб. Чистая прибыль компании за шесть месяцев увеличилась в 4,4 раза и составила 2,9 млрд руб.

#### ООО «Озон»
Выручка ООО «Озон» в 2016 году составила 9,2 млрд рублей, чистая прибыль — 1,34 млрд рублей.
Выручка компании за 2019 год — 14,5 млрд руб., прибыль — 2,1 млрд руб.
По итогам 2020 года объем выручки компании составил 17,43 млрд руб., прибыль — 4,4 млрд.
В 2023 году выручка компании «Озон» по РСБУ составила 20,6 млрд руб., чистая прибыль — 6,3 млрд руб.

## Скандалы

### Допинговый скандал
В 2019 году спортсменка Надежда Сергеева подала иск к Федеральному медико-биологическому агентству и компании «Озон». Сергеева принимала разрешённый препарат «Метионин», произведённый «Озоном», после чего её дисквалифицировали из-за допинга. По заявлению адвоката Сергеевой, «исследования показали, что во всех трёх партиях производства компании „Озон“ содержится триметазидин в количествах от 3 до 40 нанограмм». Адвокаты компании «Озон» не согласились с иском. Хорошёвский суд Москвы отклонил иск.

### Отзыв лидокаина
В 2017 году Росздравнадзор отозвал из аптек две партии препарата «Лидокаин» (раствор для инъекций, серия 020117), произведённого «Озоном» из-за подозрений, что лекарство могло стать причиной смерти двух пациентов. Компания собственными силами провела повторный анализ качества серии 020117 и не нашла нарушений.